# Флот вторжения
«Флот вторжения» (англ. Worldwar: In the Balance) — научно-фантастический роман известного американского писателя Гарри Тертлдава. Книга является первой из тетралогии «Мировая война», за которой следует трилогия «Колонизация» и роман «Дорога домой». Серия описывает мир с альтернативной историей, в которой на Землю прибывает захватнический флот пришельцев в самый разгар Второй мировой войны.

## Сюжет
На орбиту Земли прибывает инопланетный флот разумных существ под названием Раса, которые провели 20 лет в анабиозе, стартовав со своего родного мира Дом (вторая планета звезды Тау Кита). Главнокомандующий Атвар готовится к лёгкой победе над примитивным населением планеты, которую они называют Тосев-3. Его раздумия прерывает доклад о приёме радиосигналов с поверхности планеты. Атвар отказывается верить в это, так как данные, полученные с разведзонда всего 800 лет назад указывают на общество ещё не достигшее Промышленной революции. Прибыв в декабре 1941 года Раса с ужасом осознаёт, что каким-то образом тосевиты (люди) совершили невероятный, по-меркам Расы, технологический скачок за сравнительно короткий отрезок времени, ведь технология Расы остаётся почти неизменной уже более 50 000 лет. По опыту двух предыдущих завоеваний Раса заключила, что вся разумная жизнь в галактике развивается с одинаковым темпом, но с другой стороны — тосевиты являются первыми гуманоидами, с которыми они повстречались. Обе предыдущие захваченные планеты населены рептилоидными формами жизни, как и сама Раса.
Проведя шесть месяцев наблюдая и собирая данные, в мае 1942 года Атвар собирает совет командиров кораблей. Все воины Расы уже пробуждены от анабиоза и готовятся к вторжению. Хотя Атвар имеет полное право отменить атаку и развернуть флот, он не желает возвращаться на Дом и докладывать о полном провале Императору. Он приказывает начать вторжение. Несмотря на неожиданный технологический скачок, тосевитам всё ещё не сравниться с Расой в техническом плане. Раса взрывает ядерные бомбы в верхних слоях атмосферы, чтобы нарушить системы связи тосевитов ЭМИ и начинает вторжение.
Ночью 30 мая, через несколько часов после ядерных взрывов, воздушные войска Расы нападают на человеческие воздушные и наземные войска в районах предполагаемых зон высадки. Очистив территории, Раса сажает часть кораблей и выгружает наземные войска. Это случается одновременно на всех материках, кроме Антарктиды. Южная Америка и Африка оказываются в руках захватчиков практически мгновенно. Лишь Мексике удаётся сопротивляться превосходящим силам противника. Высадки Расы во Флориде, Иллинойсе, Айдахо и Нью-Йорке приводят к всеобщей панике в США. Войска Расы устанавливают базы в Польше, отрезая немецкие войска в СССР от линий снабжения и заставляя Германию отступить на запад. ВВС Британии подвергаются нападению ВВС Расы, базирующихся во Франции и Испании. Советскому Союзу приходится считаться с военными укреплениями на Украине, во Внешней Монголии и в Сибири. По всему земному шару человеческие войска отступают под чудовищным натиском неизвестного противника.
Хотя противостояние между странами Оси и Антигитлеровской коалиции прекращается практически мгновенно, это случается из-за необходимости сосредоточить все силы против нового врага, а не из-за конца вражды. На начальной стадии вторжения лишь войскам Германии удаётся отбиваться от войск «ящеров» хоть с какими-то результатами. Однако американцев тошнит от одной мысли сотрудничества с Гитлером, а правительство СССР не уверено, что даже сейчас может довериться фашистам.
После изначального вторжения войска Расы прекращают наступление из-за их привычки тщательно обдумывать каждое решение. Люди используют эту заминку, чтобы контратаковать врага, но почти все попытки завершаются неудачей. Однако эти попытки всё же помогают людям узнать, что, несмотря на огромное техническое превосходство, воины Расы страдают от нехватки инициативы во время боя и довольно легко попадают в ловушки. В свою очередь Раса узнаёт, что их ядерные взрывы в атмосфере практически не повлияли на тосевитов, так как люди ещё не изобрели транзисторы и микросхемы, а электронные лампы маловосприимчивы к ЭМИ.
Гитлер посылает на Украину поезд с железнодорожным артиллерийским орудием «Дора», и немцы, выйдя на боевую позицию, открывают огонь. Увидев на радаре огромный снаряд «Доры», техник ящеров принимает его за человеческую ракету и пытается сбить противоракетами, но многотонный снаряд невозможно сместить с курса легкими ракетами ПВО. Первый же выстрел "Доры" уничтожает один из космических кораблей Расы («Шестьдесят седьмой Император Сохреб»). Ящеры, поняв свою ошибку, поднимают в небо тяжелые бомбардировщики и направляют их на "Дору". Немецкие артиллеристы, идя на верную смерть, перенацеливают орудие, производят второй выстрел, и корабль «Пятьдесят шестой Император Джоссано» гибнет так же, как и его предшественник. В этом корабле находились почти все запасы ядерного оружия, имеющиеся у флота, и взрыв рассеивает куски плутония по всей округе. Пока техники Расы собирают их, советские партизаны замечают, с какой осторожностью они это делают.
В другой части Украины майору Генриху Егеру удаётся уничтожить один из танков (или «наземных крейсеров» по терминологии Расы) пришельцев, но при этом он теряет всю свою танковую роту. Еле сбежав с ещё одним офицером, Егер был обнаружен лейтенантом Людмилой Горбуновой, которая доставляет их на советскую авиабазу на своём У-2. Оттуда немецких офицеров направляют в Москву, где они проводят некоторое время, сотрудничая с советским правительством. В конце концов их просят принять участие в совместной операции на Украине по извлечению загадочного серого материала.
Наспех собранной группе партизан и солдат Вермахта удаётся выкрасть ящик с плутонием. Как и договорились, содержимое ящика делится пополам. Затем Егер получает лошадь и отправляется через оккупированную Польшу в родную Германию. Неподалёку от Чернобыля и Грубешова он попадает в засаду еврейских партизан. На счастье Генриха, евреи тоже борются против сил Расы, так как осознают, какую угрозу эти новые захватчики представляют для всего человечества. Они забирают половину плутония и отпускают немца. Этот плутоний тайком попадает в руки британцев, после чего его переправляют в США на подводной лодке.
Пытаясь подавить сопротивление тосевитов, Атвар приказывает своим войскам нанести ядерные удары по Вашингтону и Берлину, надеясь, что это заставит эти две местные «империи» капитулировать. Берлин уничтожен первым в отместку за уничтожение двух кораблей Расы. К удивлению Расы, уничтожение двух столиц лишь заставило оба государства ускорить производство собственного ядерного оружия.
Тем временем в США ядерный физик Йенс Ларсен едет в Уайт Салфер Спрингс, Западная Вирджиния, где находится временная столица, где он предупреждает генерала Маршалла, что армия должна защитить Чикаго от «ящеров» любой ценой, так как его металлургическая лаборатория близка к созданию ядерного оружия. Убедив Маршалла, Ларсен направляется обратно в Чикаго. По дороге домой он узнаёт, что «ящеры» захватили Огайо и Индиану, и осторожно пробирается через вражеские линии. Его обнаруживают войска США, и он попадает на аудиенцию к генералу Паттону, который объясняет, что армия готовит крупную операцию по защите Чикаго от Расы. Из-за своей важности Йенсу запрещают возвращаться в город.
Начинается зима 1942 года, наступление войск Расы постепенно прекращается. Привыкшие к жаркому пустынному климату Дома, ящеры совершенно не готовы к тосевитской зиме. Генерал Паттон приводит в действие свою операцию. Горстка американских истребителей и бомбардировщиков штурмуют позиции пришельцев в западной Индиане и южном Висконсине. За этим следуют массированные артиллерийские залпы. В конце в ход идут пехотные и танковые подразделения под командованием генералов Паттона и Брэдли, направляясь в Блумингтон, Иллинойс. Хотя танкам «Шерман» и истребителям P-51 «Мустанг» не сравниться с их аналогами у Расы, их настолько много, а климат такой враждебный, что у «ящеров» нет выбора, кроме как отступить. Часть вражеских войск удаётся взять в кольцо и уничтожить. Человечество одерживает свою первую настоящую победу над захватчиками из космоса.
Главнокомандующий Атвар и командиры кораблей начинают сомневаться в скором успехе вторжения. В самом начале они были уверены, что техническое превосходство Расы быстро подавит любое сопротивление тосевитов, несмотря на их огромный промышленный потенциал. Хотя Южная Америка, Африка и Австралия находятся в их когтях, тосевиты всё ещё сопротивляются в Северной Америке, Европе и Азии после шести месяцев войны. Несмотря на значительный успех, Раса продолжает терять ракеты, танки, истребители и вертолёты, которые на данный момент невосполнимы. Хотя захваченные заводы могут производить примитивное вооружение (винтовки, пули и снаряды), но чем дольше продолжается война, тем быстрее будет сужаться техническое превосходство Расы.
Атвар получает доклад, указывающий на то, что тосевитские машины не функционируют без нефтепродуктов, и приказывает начать воздушный штурм нефтяных вышек в румынском городе Плоешти. Штурм не даёт ощутимых результатов, но стоит Расе ещё несколько ценных самолётов.
По окончании 1942 года генералы Паттон и Брэдли вводят войска в Блумингтон. Йенс наконец возвращается в Чикаго, но видит одни руины. Добравшись до Чикагского университета он узнаёт, что вся лаборатория была эвакуирована в Денвер. Конца войны ещё не видать.

## Исторические личности
- Мордехай Анелевич — военный лидер польских евреев. После освобождения Расой от гнёта фашистов, он начинает понимать, что их освободители немногим лучше немцев. Отобрав у Генриха Егера половину плутония, он передал его англичанам, чтобы они доставили его в США.
- Лесли Гровс — полковник, глава американского проекта по разработке атомной бомбы. Он знает, что Германия и СССР также близятся к завершению аналогичных проектов и стремится доказать превосходство США.
- Вячеслав Молотов — министр иностранных дел Советского Союза. Является одним из первых людей побывавших в космосе, когда его посылают вести переговоры с главнокомандующим Атваром. В отличие от своего коллеги из Германии, довольно неплохо переносит невесомость. Довольно быстро понимает, чего хотят «ящеры» и то, что их ресурсы ограничены. С гордостью говорит Атвару, что советский народ убил своего императора, повергая главнокомандующего в шок, ведь для Расы Император является чуть ли не богом.
- Отто Скорцени — гауптштурмфюрер СС. Диверсант, известный нестандартным образом мышления. Становится одним из самых опасных противников Расы.
- Тадеуш Коморовский — генерал польской армии.
- Уинстон Черчилль — премьер-министр Великобритании.
- Адольф Гитлер — фюрер нацистской Германии.
- Корделл Халл — госсекретарь США.
- Джордж Маршалл — начальник штаба армии США.
- Джордж Паттон — генерал-майор армии США.
- Иоахим фон Риббентроп — министр иностранных дел Германии. Побывал в космосе во время встречи с главнокомандующим Атваром. В отличие от Молотова, невесомость перенёс плохо и его стошнило во время переговоров.
- Лео Силард — ядерный физик Металлургической лаборатории Чикагского университета.
- Ганс Томсен — немецкий посол в США.
- Сигэнори Того — министр иностранных дел Японии.
- Уолтер Зинн — ядерный физик Металлургической лаборатории Чикагского университета.
- Энрико Ферми — ядерный физик Металлургической лаборатории Чикагского университета.

## Раса
Раса — самоназвание ящерообразной инопланетной формы жизни. Этот разумный вид появился на планете Тау Кита-2, которую ящеры называют Домом. Дом вращается вокруг звезды класса II по классификации Секки. Орбита Дома вдвое короче Земли, из чего следует, что земной год равен двум годам Расы. Дом имеет очень сухой и жаркий климат. Большую часть поверхности планеты составляет суша. Вместо океанов существуют небольшие озёра, вследствие чего на планете мало залежей нефти.
Раса произошла от хищников, о чём свидетельствуют их осанка, острые зубы и когти. Представители Расы имеют довольно низкий рост по сравнению с людьми и во многом схожи с земными ящерами. У них коричневая чешуйчатая кожа, зачастую покрытая росписью, искусность которой увеличивается в зависимости от ранга. Глаза представителей Расы независимы друг от друга, как у хамелеона, и имеют мигательные перепонки из-за пустынного климата Дома, но не имеют слёзных протоков. Ящеры также обладают раздвоенными языками и рудиментарными хвостами. Несмотря на то, что у них замечена типичная ящерам неприязнь к холоду, они являются теплокровными существами. Ящеры являются всеядными существами, способными переваривать и мясо и растительные продукты, хотя они с отвращением относятся к поеданию яиц из-за того, что сами откладывают яйца. Имбирь вызывает наркотический эффект и зависимость у представителей Расы, а также течку у самок.
В отличие от людей, у представителей Расы есть брачный сезон. Они размножаются всего раз в год (год Дома), когда у их самок начинается течка. Понятия моногамии у них не существует, и самцы совершенно не участвуют в выращивании потомства. Детёныши вылупляются с яйцевым зубом и, по сути, являются миниатюрными копиями взрослых особей. В отличие от человеческих младенцев они редко подают голос из-за страха перед хищниками. Также, в отличие от человеческих детей, они инстинктивно опасаются любых существ крупнее их, включая родителей. В возрасте 3-х месяцев детёныши Расы становятся хищниками и основной задачей взрослых становится обучить их не нападать друг на друга.
Расой уже более 50 000 лет правит императорская династия Ссумазов. У императоров имеется свой гарем самок, чтобы установить непрерывную наследственную линию. Императоров избирают из выводка предыдущего. Империя следует агрессивной экспансионистской политике, веря что Раса обязана править Вселенной. Захваченные расы обязаны изучить язык Расы и их представители не имеют права вступать в вооружённые силы Империи. Захваченные расы обладают некоторыми свободами, включая имущество и вероисповедание, если только они не конфликтуют с политикой Империи. В обществе Расы устойчивость и стабильность гораздо важнее инноваций. Новые идеи внедряются в Империю постепенно, обычно за несколько столетий, чтобы избежать социальной неустойчивости. Идея других форм правления не входит ни в какие рамки для Расы. Единственный термин для правительств Земли, который они смогли придумать — «не-империи».
В глазах представителей Расы Император является богом. С самого детства ящеры учатся почтенно опускать глаза при упоминании Императора. После смерти считается, что достойные становятся вечными слугами усопших императоров. Эта религия настолько сильно внедрена в общество Расы, что сама идея цареубийства является немыслимой.
Кроме Дома Империя простирается на две захваченных планеты: Эпсилон Эридана-2 (Работев-2) и Эпсилон Индейца-1 (Халлесс-1). Автохтоны этих миров весьма похожи на Расу в плане биологии и темпе развития.